# Johann Hubert Schlick
Johann Hubert Schlick (* 8. März 1830 in Holzweiler; † 16. August 1896 ebenda) war ein deutscher Gutsbesitzer und Politiker.

## Leben
Schlick war der Sohn des Gutsbesitzers Philipp Schlick (* 1794 auf dem Dackweilerhof; † 13. Juni 1861 in Holzweiler) und dessen Ehefrau Maria Odilia geborene Coenen (getauft 28. März 1794 in Holzweiler; † 13. März 1863 ebenda). Er war katholisch und heiratete am 15. Mai 1862 in Pütz die Gutsbesitzerin Agnes Odilia Hubertina von Meer (* 23. November 1832 in Kaeskorb; † 17. September 1900 in Holzweiler).
Schlick lebte als Gutsbesitzer in Holzweiler. 1865 war er Zweiter Beigeordneter. Von 1879 bis 1895 war er Abgeordneter im Provinziallandtag der Rheinprovinz für den Stand der Landgemeinden im Wahlkreis Heinsberg/Erkelenz. Von April 1885 bis 1888 gehörte er auch dem Provinzialverwaltungsrat an.